# 奎特曼縣 (喬治亞州)
奎特曼县（英語：Quitman County）是美國喬治亞州西部的一個縣，西鄰亞拉巴馬州。面積417平方公里。根據美國2000年人口普查，共有人口2,598人。縣治喬治城（Georgetown）。
成立於1858年12月10日，縣名紀念紀念密西西比州第十、十六任州長約翰·A·奎特曼。